# ريوسيه سوقانو
ريوسيه سوقانو (باليابانية: 菅野 隆星) (مواليد 3 نوفمبر 2002) هو لاعب كرة قدم ياباني.

## وصلات خارجية
- ريوسيه سوقانو على موقع رابطة كرة القدم اليابانية للمحترفين (اليابانية)
- ريوسيه سوقانو على موقع Soccerway.com (الإنجليزية)